# Islandiana princeps
Islandiana princeps – gatunek pająka z rodziny osnuwikowatych zamieszkującego północną Holarktykę.

## Opis
Samce osiągają od 1,6 do 1,7 mm, a samice od 1,6 do 1,8 mm.

## Występowanie
Gatunek występuje na Islandii, Grenlandii oraz w Kanadzie i Stanach Zjednoczonych.